# 알렉산다르 요바노비치
알렉산다르 요바노비치(영어: Aleksandar Jovanović, 1989년 8월 4일 ~ )는 오스트레일리아의 축구 선수로, 포지션은 센터백이다. 현재 A리그의 맥아서 FC 소속으로 뛰고 있다. K리그시절 등록명은 알렉스였다. 세르비아 국적 역시 갖고 있다.

## 클럽 경력
오스트레일리아의 패러매타 이글스를 거쳐 세르비아의 보이보디나로 이적하였다. 이후 하부 리그의 세 팀으로 임대되어 활약하다 2011년 하이두크 쿨라로 이적하였다.
2012년 태국의 BEC 테로 사사나로 이적하며 아시아 무대에 첫 발을 디뎠다. BEC 테로에서 9경기에 출전한 후 이듬 해 K리그 챌린지의 수원 FC로 이적하였다.
수원 FC에서 24경기에 출전하여 좋은 모습을 보이자 2014년 1부리그 K리그 클래식의 제주 유나이티드의 박경훈 감독이 구단에 강력히 영입을 요청하여 영입에 성공하였다.
2016시즌을 앞두고 중국 슈퍼리그의 톈진 테다로 이적했다.
2017시즌을 앞두고 1년만에 제주 유나이티드로 복귀했다.
2020시즌을 앞두고 보스니아 헤르체고비나의 FK 젤레즈니차르 사라예보로 이적했다.